# Les Fils de l'homme
Pour les articles homonymes, voir Fils de l'homme.
Les Fils de l'homme (The Children of Men) est un roman thriller de science-fiction dystopique de P. D. James, paru en 1992.

## Résumé
L'intrigue, qui se déroule dans l'Angleterre de 2021, s'articule autour de la stérilité qui frappe l'ensemble de la planète depuis un quart de siècle. Dans cette Grande-Bretagne en voie de dépeuplement, le roman s'intéresse essentiellement à un groupuscule de résistants dont les membres refusent de sombrer dans le climat de désespoir ambiant, entretenu par le pouvoir en place.

## Adaptations

### Au cinéma
2006 : Les Fils de l'homme (Children of Men), thriller de science-fiction anglo-américain écrit et réalisé par Alfonso Cuarón, avec Clive Owen, Julianne Moore et Michael Caine

### À la télévision
En mars 2008, le producteur délégué de Bionic Woman, David Eick, travaillait sur un pilote pour une série télévisée Les Fils de l'homme inspiré du roman. Le projet n'a pas abouti.